# Henderson (Nebraska)
Henderson è un comune degli Stati Uniti d'America, situato in Nebraska, nella contea di York.